# Kloster Sainte-Justine
Kloster Sainte-Justine  war von 1862 bis 1872 ein kanadisches Kloster der Trappisten in Sainte-Justine, Les Etchemins, Québec, Erzbistum Québec.

## Geschichte
1862 kamen auf Vorschlag von Louis-Théodore Bernard (1819–1888) Trappistenmönche von Kloster Petit Clairvaux unter Führung von André Leyten  zur Gründung des Klosters Notre-Dame du Saint-Esprit (vom Heiligen Geist) nach Sainte-Justine, Provinz Kanada, heute: Chaudière-Appalaches. 1867 war der Klosterbau abgeschlossen, doch erwiesen sich die strengen Lebensregeln der Trappisten als mit dem harten Klima unvereinbar. Zwar kam es insgesamt zur Aufnahme von 60 Mönchen aus Europa und Kanada, die meisten verließen aber das Kloster nach kurzer Zeit wieder und die Sterberate war unverhältnismäßig hoch. Deshalb wurde das Kloster 1872 durch Erzbischof Elzéar-Alexandre Taschereau geschlossen. Ein Mönch (Henri de Brie) blieb als erster Pfarrer von Sainte-Justine am Ort (bis 1885).
In den zehn Jahren ihrer Ansiedelung haben die Trappisten eine Sägemühle und eine landwirtschaftliche Produktionsstätte errichtet und die hinzugekommenen Siedler mit ihrem Knowhow unterstützt. In Sainte-Justine hat sich die Société du Patrimoine de Ste-Justine-de-Langevin  die Erforschung der trappistischen Anfänge der Stadt zur Aufgabe gemacht.